# Casa de Samuel Lawson Dowling
La Casa de Samuel Lawson Dowling es una residencia histórica ubicada en Ozark, Alabama, Estados Unidos.

## Historia
La casa fue construida en 1870 por Samuel Lawson Dowling, cuya familia fue uno de los primeras en establecerse en el condado de Dale, Alabama. El abuelo de Lawson, Dempsey, era un ministro metodista que vino a la región de Wiregrass desde el condado de Darlington, Carolina del Sur y ayudó a fundar la iglesia Claybank cerca de Ozark. Samuel era un agricultor, tesorero del condado y contratista de obras que construyó la primera iglesia metodista en la ciudad.
La casa fue incluida en el Registro Nacional de Lugares Históricos en 1996.

## Descripción
La casa es similar en estilo a una cabaña tipo Tidewater, que era popular en la llanura costera del Atlántico, de donde provenían muchos de los primeros pobladores del condado de Dale. Construida justo antes de que el ferrocarril llegara a Ozark, fue una de las primeras casas de estilo arquitectónico en el área; la mayoría de las casas anteriores eran estructuras de troncos que enfatizaban la función sobre la forma. La casa de un solo piso tiene cinco tramos de ancho, con un techo a dos aguas de pendiente pronunciada y chimeneas exteriores en los extremos a dos aguas. Un porche poco profundo cubre la puerta de entrada, que cuenta con un travesaño y luces laterales, y un par de ventanas de guillotina de seis sobre uno a cada lado de la puerta. Las ventanas eran originalmente de seis sobre seis hojas, pero fueron reemplazadas alrededor de 1920. El interior está distribuido en un plano de pasillo central, con dos habitaciones grandes en la parte delantera de la casa a cada lado de un pasillo y dos habitaciones más pequeñas detrás. Un codo de dos habitaciones se agregó a la parte trasera de la casa alrededor de 1900.